# Orthocarpus
Artykuł ten został zgłoszony do umieszczenia na stronie głównej w rubryce „Czy wiesz”.
Pomóż nam go sprawdzić: oceń zgłoszoną nominację.
Orthocarpus – rodzaj roślin z rodziny zarazowatych (Orobanchaceae). Obejmuje 10 gatunków. Rośliny te są półpasożytami występującymi w zachodniej i środkowej części Ameryki Północnej. Orthocarpus luteus jest rośliną barwierską – z liści uzyskuje się barwnik czerwony, a z całej rośliny – żółty. 

## Morfologia
PokrójRośliny roczne o pędach prosto wzniesionych lub podnoszących się, nagich lub owłosionych.
LiścieŁodygowe, skrętoległe, siedzące, równowąskolancetowate, zaostrzone, całobrzegie w całości lub tylko u nasady i z kilkoma ząbkami w górnej części liścia.
KwiatySiedzące lub krótkoszypułkowe tworzą szczytowy kwiatostan. Przysadki podobne do liści, ale barwne – żółte, czerwone lub białe. Kielich rurkowaty, bocznie spłaszczony i głęboko rozcięty na cztery działki. Korona żółta, czerwona lub fioletowa; silnie dwuwargowa, z dolną wargą niewielką. Pręciki cztery, schowane w rurce korony. Zalążnia jajowata lub podługowata.
OwoceTorebki pękające komorowo, zawierające liczne lub tylko kilka nasion z siateczkowatą skulpturą łupiny.

## Systematyka
Pozycja systematyczna
Rodzaj z rodziny zarazowatych Orobanchaceae, w której obrębie klasyfikowany jest do plemienia Castillejeae.
Wykaz gatunków
- Orthocarpus barbatus J.S.Cotton
- Orthocarpus bracteosus Benth.
- Orthocarpus cuspidatus Greene
- Orthocarpus holmgreniorum (T.I.Chuang & Heckard) L.M.Schultz & F.J.Sm.
- Orthocarpus imbricatus S.Watson
- Orthocarpus luteus Nutt.
- Orthocarpus pachystachyus A.Gray
- Orthocarpus purpureoalbus A.Gray ex S.Watson
- Orthocarpus tenuifolius (Pursh) Benth.
- Orthocarpus tolmiei Hook. & Arn.